# به دنیای من بیا
«به دنیای من بیا» تک‌آهنگی از هنرمند اهل استرالیا کایلی مینوگ است که در سال ۲۰۰۲ میلادی منتشر شد.
این تک‌آهنگ در چارت‌های، استرالیا، اسکاتلند، جزو ده ترانه اول قرار گرفت.

## جدول‌های موسیقی
| جدول (۲۰۰۲–۲۰۰۳)                               | بهترین جایگاه |
| ---------------------------------------------- | ------------- |
| استرالیا (ای‌آرآی‌ای)                            | ۴             |
| استرالین دنس (ای‌آرآی‌ای)                        | ۲             |
| اتریش (او۳ تاپ ۴۰ اتریش)                       | ۵۹            |
| بلژیک (اولتراتاپ ۵۰ فلاندرز)                   | ۳۵            |
| بلژیک (اولتراتیپ والونی)                       | ۲             |
| کانادا (سانداسکن نیلسن)                        | ۱۵            |
| کانادا سی‌اچ‌آر/تاپ ۴۰ (نیلسن بی‌دی‌اس)            | ۲۶            |
| دانمارک (ترک‌لیسن)                              | ۱۵            |
| اروپا (۱۰۰ آهنگ داغ یوروچارت)                  | ۲۰            |
| فرانسه (اس‌ان‌ئی‌پی)                              | ۷۸            |
| آلمان (جدول‌های رسمی آلمان)                     | ۴۷            |
| مجارستان (رادیوس تاپ ۴۰)                       | ۱۰            |
| ایرلند (ایرما)                                 | ۱۱            |
| ایتالیا (فیمی)                                 | ۱۳            |
| هلند (۴۰ آهنگ برتر)                            | ۲۴            |
| هلند (۱۰۰ تک‌آهنگ برتر)                         | ۳۵            |
| نیوزیلند (ریکوردد میوزیک ان‌زد)                 | ۲۰            |
| رومانی (۱۰۰ تک‌آهنگ برتر رومانی)                | ۱۲            |
| اسکاتلند (اوسی‌سی)                              | ۹             |
| اسپانیا (پروموزیک)                             | ۱۵            |
| سوئیس (شوایزر هیت‌پاراد)                        | ۶۶            |
| تک‌آهنگ‌های بریتانیا (اوسی‌سی)                    | ۸             |
| بیلبورد هات ۱۰۰ ایالات متحده                   | ۹۱            |
| فروش تک‌آهنگ‌های رقص ایالات متحده (بیلبورد)      | ۲۰            |
| ۴۰ آهنگ برتر جریان اصلی ایالات متحده (بیلبورد) | ۲۸            |

| جدول (۲۰۰۲)                     | جایگاه |
| ------------------------------- | ------ |
| کانادا (سانداسکن نیلسن)         | ۸۰     |
| جدول (۲۰۰۳)                     | جایگاه |
| کلمبیا (بی اند وی مارکتینگ)     | ۶      |
| رومانی (۱۰۰ تک‌آهنگ برتر رومانی) | ۴۲     |